# Inocybe rimosa
Inocybe rimosa (Pierre Bulliard), 1789 ex Paul Kummer, 1871), sin. Inocybe fastigiata (Jacob Christian Schäffer, 1774 ex Lucien Quélet, 1872), din încrengătura Basidiomycota, în familia Inocybaceae și de genul Inocybe,  denumită în popor ciupercă  crăpată, ciuperci nebune sau burete puturos,
este, împreună cu celelalte specii din acest gen, o ciupercă otrăvitoare, provocând adesea intoxicații destul de grave. Acest burete coabitează, fiind un simbiont micoriza (formează micorize pe rădăcinile arborilor). El se poate găsi în România, Basarabia și Bucovina de Nord foarte des, crescând preferat în grupuri în păduri de conifere și de foioase, la margini de drum, prin parcuri și livezi, în zone de defrișare, din (aprilie) mai până în octombrie (noiembrie).

## Taxonomie

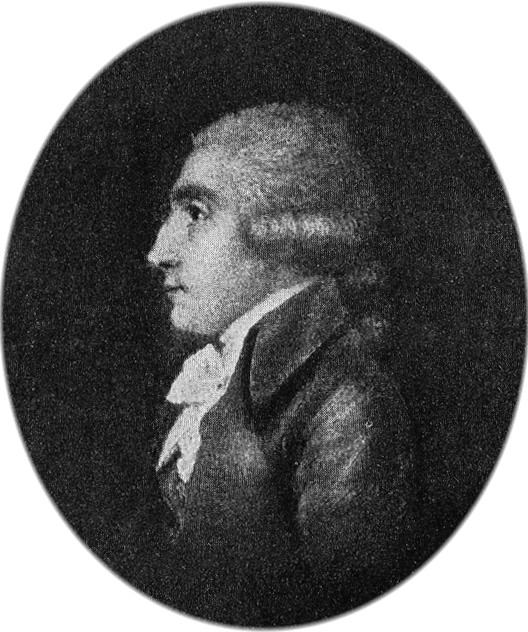
Pierre Bulliard

Primul care a descris ciuperca a fost  naturalistul german Jacob Christian Schäffer în volumul 4 al marii lui opere Fungorum qui in Bavaria et Palatinatu circa Ratisbonam nascuntur icones nativis coloribus expressae din 1774 sub denumirea Agaricus fastigiatus, urmat de denumirea Agaricus rimosus al savantului francez Pierre Bulliard în volumul 9 al renumitei lucrări Herbier de la France ou, Collection complette des plantes indigenes de ce royaume din 1789 care este numele binomial valabil în prezent (2021).
După introducerea taxonului Inocybe prin renumitul savant Elias Magnus Fries, de verificat în volumul 2 al cărții sale Monographia Hymenomycetum Sueciae din 1863, în 1871, micologul german Paul Kummer a transferat soiul la acest gen, cu epitetul rimosa, iar botanistul francez Lucien Quélet l-a denumit fastigiata în 1872.
A început o dispută îndelungată privind taxonul corect. În prezent (2017) s-a impus denumirea lui Kummer, fiind cu un an mai veche ca cea a lui Quélet (cu toate că epitetul lui Schäffer a fost prim numitul).
Epitetul specific este derivat din cuvântul latin (latină rimosus=crăpat, plin de crăpături), datorită aspectului cuticulei.

## Descriere

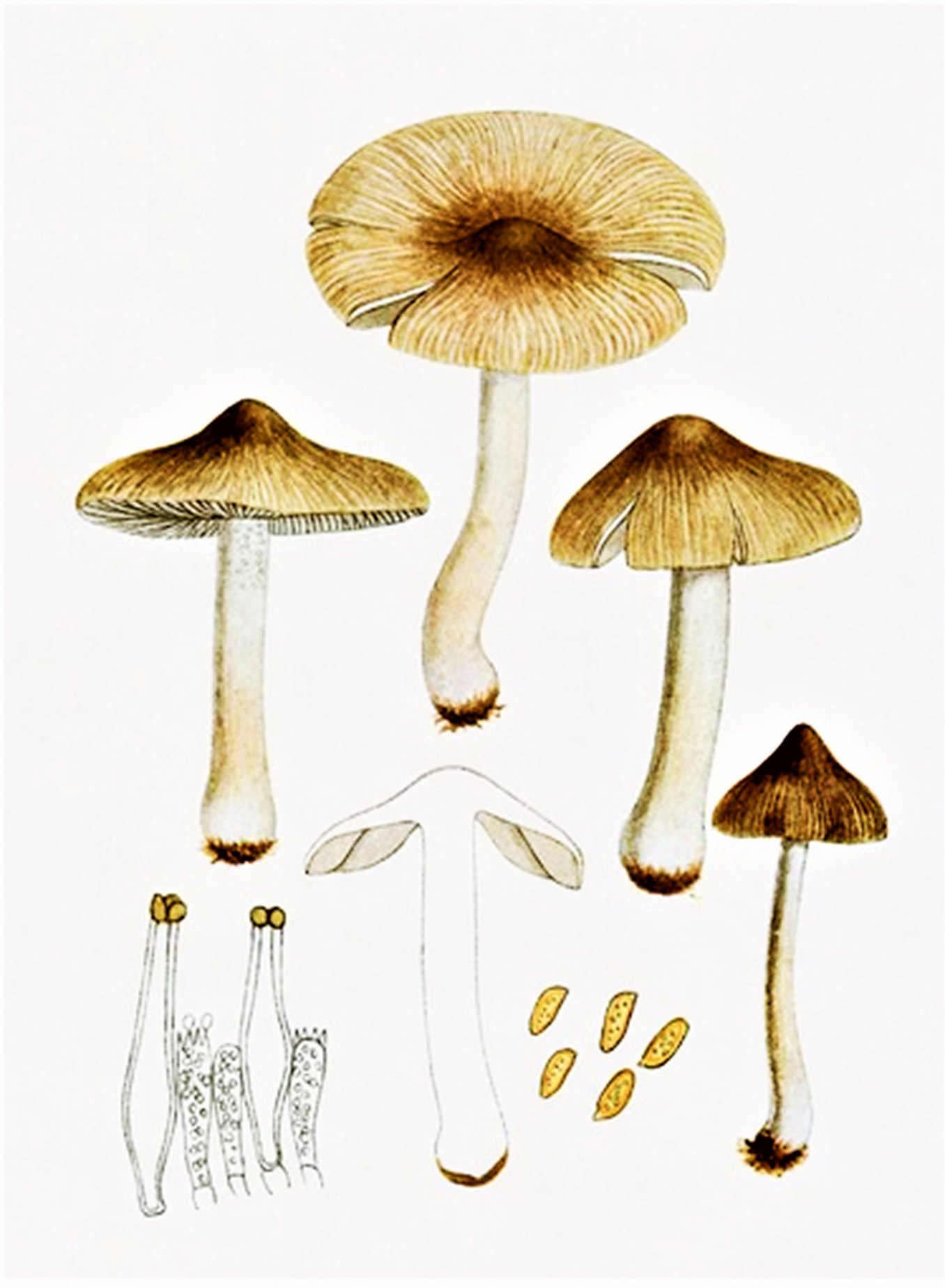
Bres.: I. rimosa

- Pălăria: are un diametru de 2,5-7 cm, este subțire și foarte uscată, conică sau în formă de clopot care se aplatizează treptat cu înaintarea în vârstă, fiind adesea adâncită în mijloc cu un gurgui foarte proeminent și ascuțit în centru. Marginea arată la început o cortină palidă care dispare repede și este la maturitate curbată, lobată sau îndoită în sus. Tipic sunt crăpături radiale clare de-a lungul fibrelor la bătrânețe. Cuticula se prezintă cu fibre radiale castanii presate, pe o suprafață mai deschisă gri-gălbuie până ocru.
- Lamelele: sunt dense, destul de bulboase și înalt-atașate de picior. Coloritul este inițial pal, la bătrânețe măsliniu până maroniu cu muchii alb-flocoase.
- Piciorul: are o înălțime de 3-8 și o grosime de 0,7-1,2 cm, fiind cilindric, plin, ușor îngroșat la bază, fără inel, spre pălărie făinos alb-gălbui, iar spre bază lânos cu aspect fibros. Culoarea tinde de la albicios, peste ocru la pal maroniu.
- Carnea: este albă, ne-oxidând în roșiatic la tăiere, având un miros de ciuperci cu nuanțe spermatice precum un gust plăcut.[5][6]
- Caracteristici microscopice: are spori ocru-ruginii netezi, elipsoidali, în formă de migdale, având o mărime de 9-11 x 5-5,5 microni. Pulberea lor este gri-brună până brun murdară. Basidiile clavate cu preponderent 4 sterigme fiecare măsoară 25-30 x 8-10 microni. Cistidele (elemente sterile situate în stratul himenal sau printre celulele din pielița pălăriei și a piciorului, probabil cu rol de excreție) de 60-75 x 15-25 microni sunt fusiforme până  umflat fusiforme, vârfurile fiind de culoare mai închisă în formă de ciucuri cu incrustații apicale.[13]
- Reacții chimice: Buretele se decolorează cu Hidroxid de potasiu maro și cu sulfat de fier verde.[14]

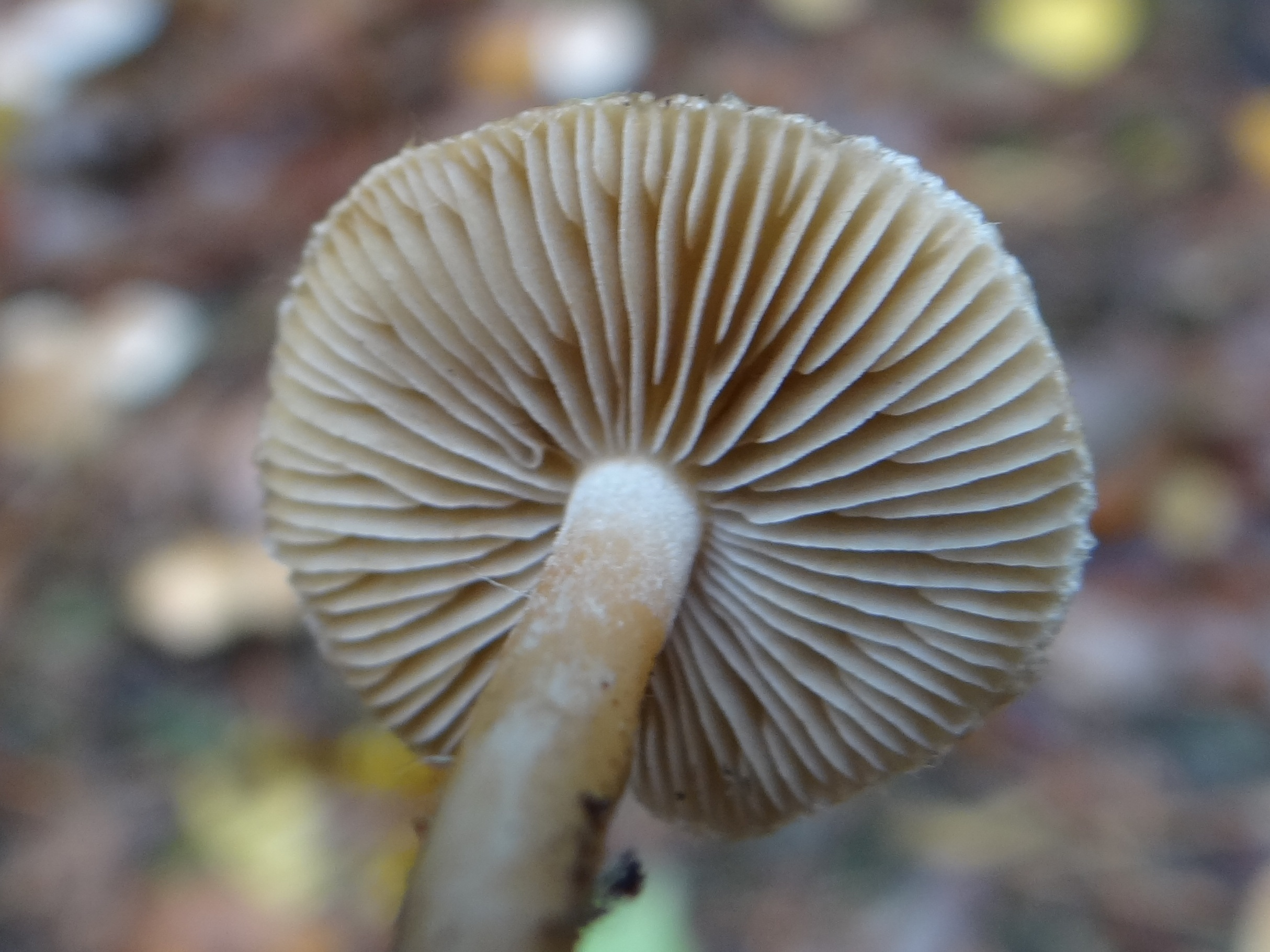
I. rimosa, lamele
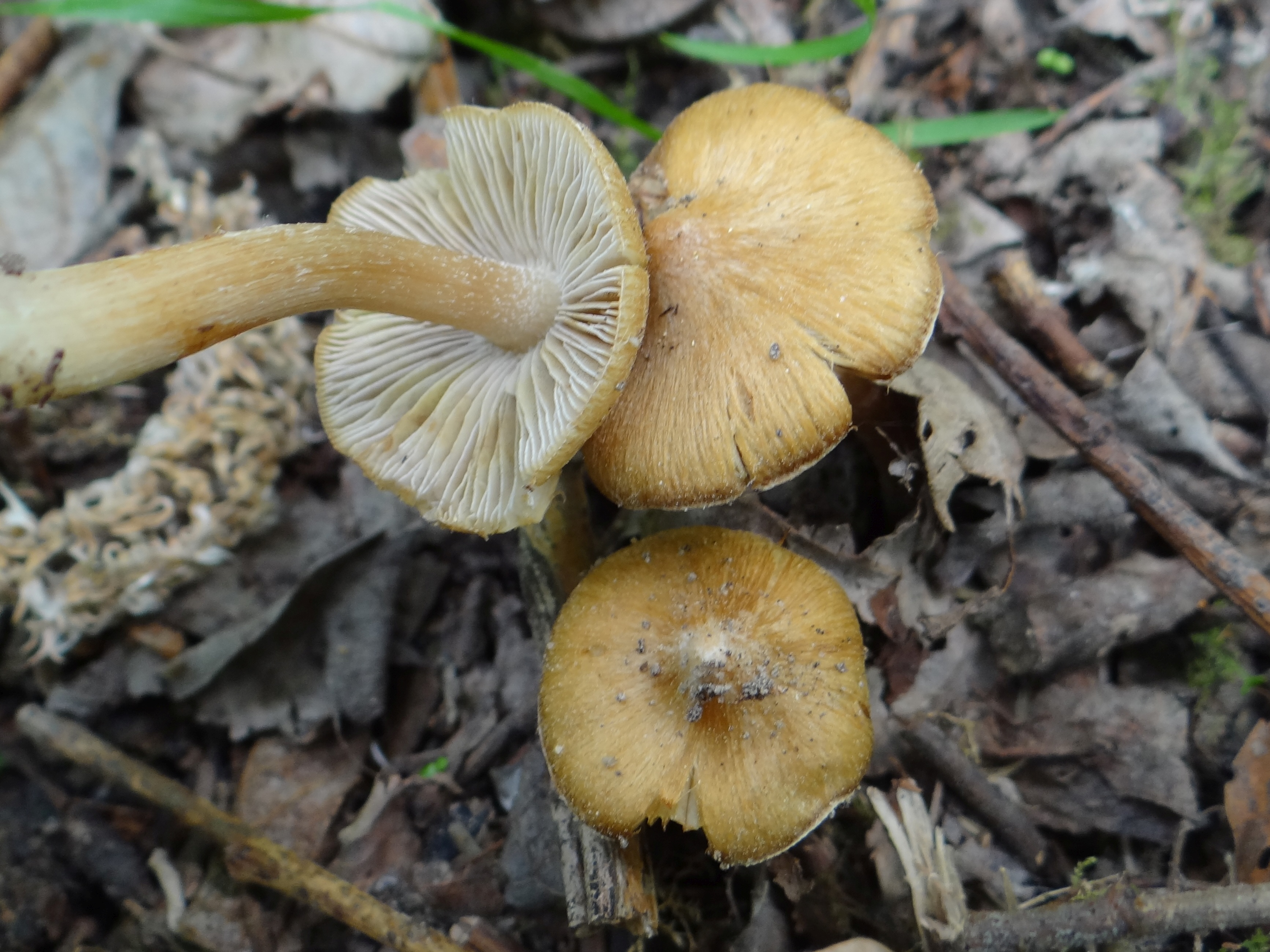
I. rimosa, picior
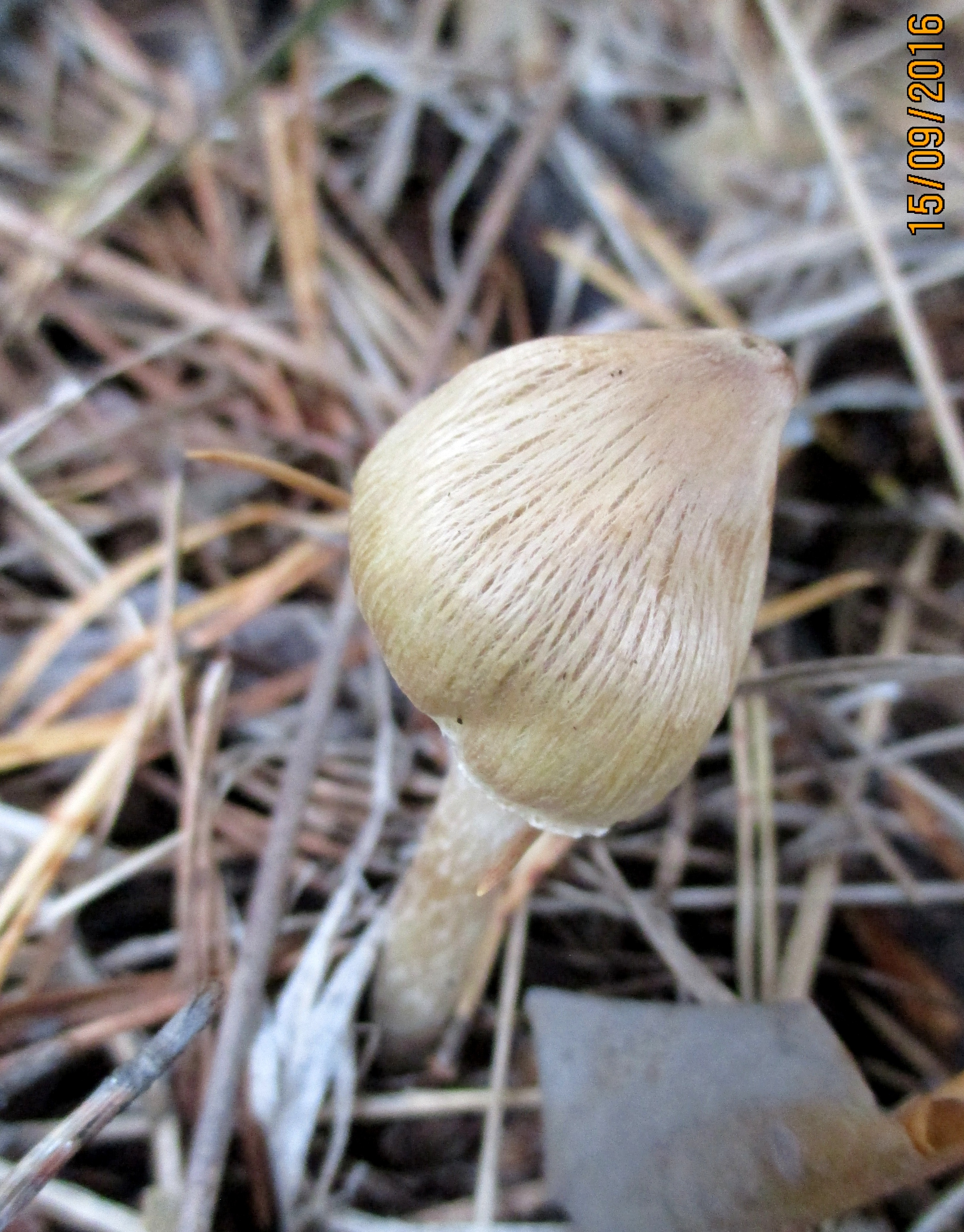
I. rimosa tânără
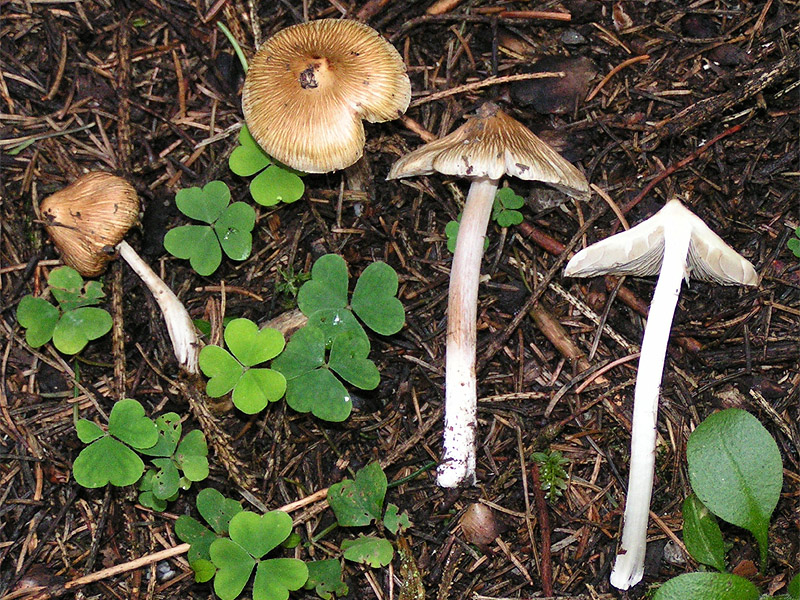
I. rimosa bătrâne, secțiune

## Confuzii
Această ciupercă poate fi confundată în mod normal numai cu alte specii otrăvitoare de genul Inocybe, ca de exemplu: Inocybe aeruginascens, Inocybe assimilata sin. Inocybe umbrina (foarte otrăvitoare, posibil letală), Inocybe asterospora (foarte otrăvitoare, posibil letală), Inocybe bongardii, Inocybe cookei, Inocybe corydalina (necomestibilă, foarte slab otrăvitoare), Inocybe erubescens, Inocybe fibrosa (foarte otrăvitoare, posibil letală), Inocybe godeyi, Inocybe grammata, Inocybe mixtilis, Inocybe napipes, Inocybe petiginosa (otrăvitoare), Inocybe praetervisa, Inocybe pudica, Inocybe sambucina (foarte otrăvitoare, posibil letală), Inocybe sindonia (foarte otrăvitoare, adesea letală), Inocybe splendens, Inocybe squamata, Inocybe umbratica (otrăvitoare) și Inocybe terrigena sau cu Entoloma excentricum (necomestibil), Entoloma sericellum (necomestibil, fără valoare culinară), Entoloma sericeum (otrăvitor) și Entoloma undatum (necomestibil).

## Specii asemănătoare

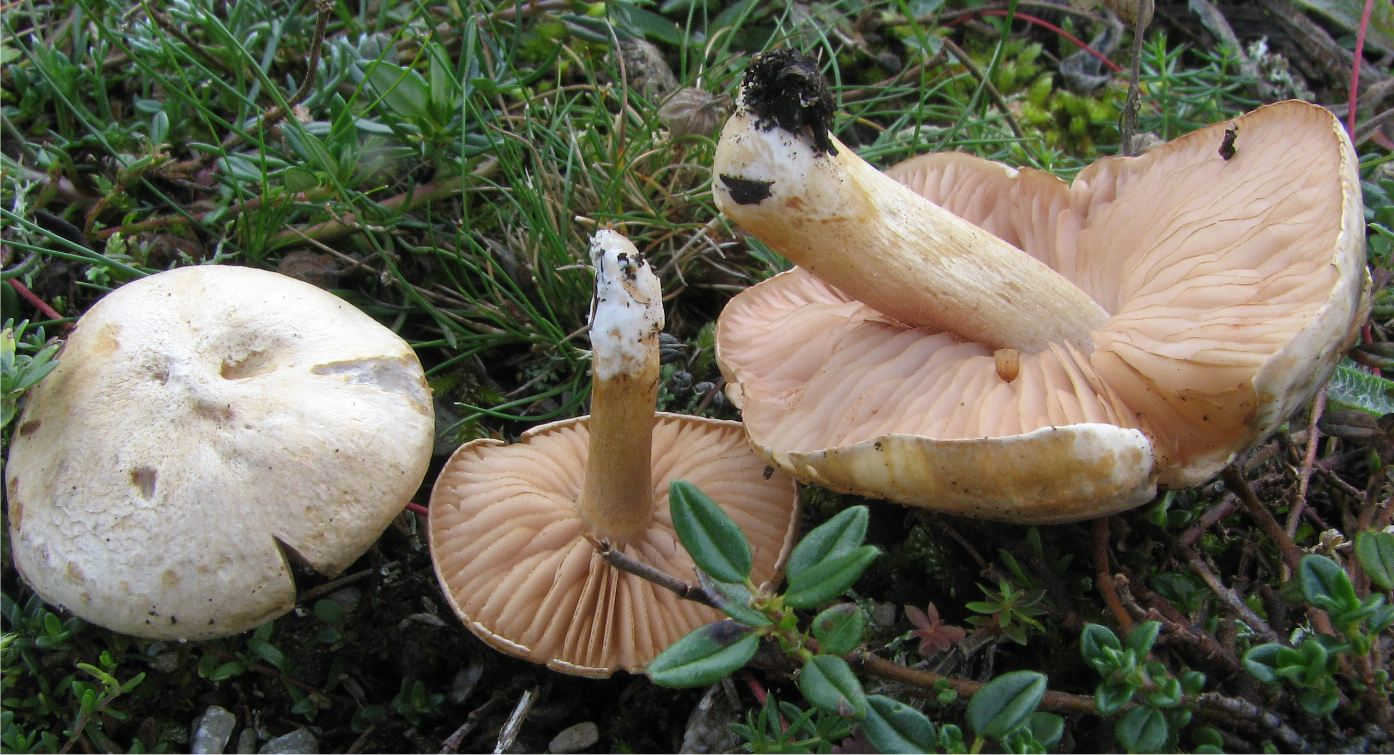
!Entoloma excentricum!
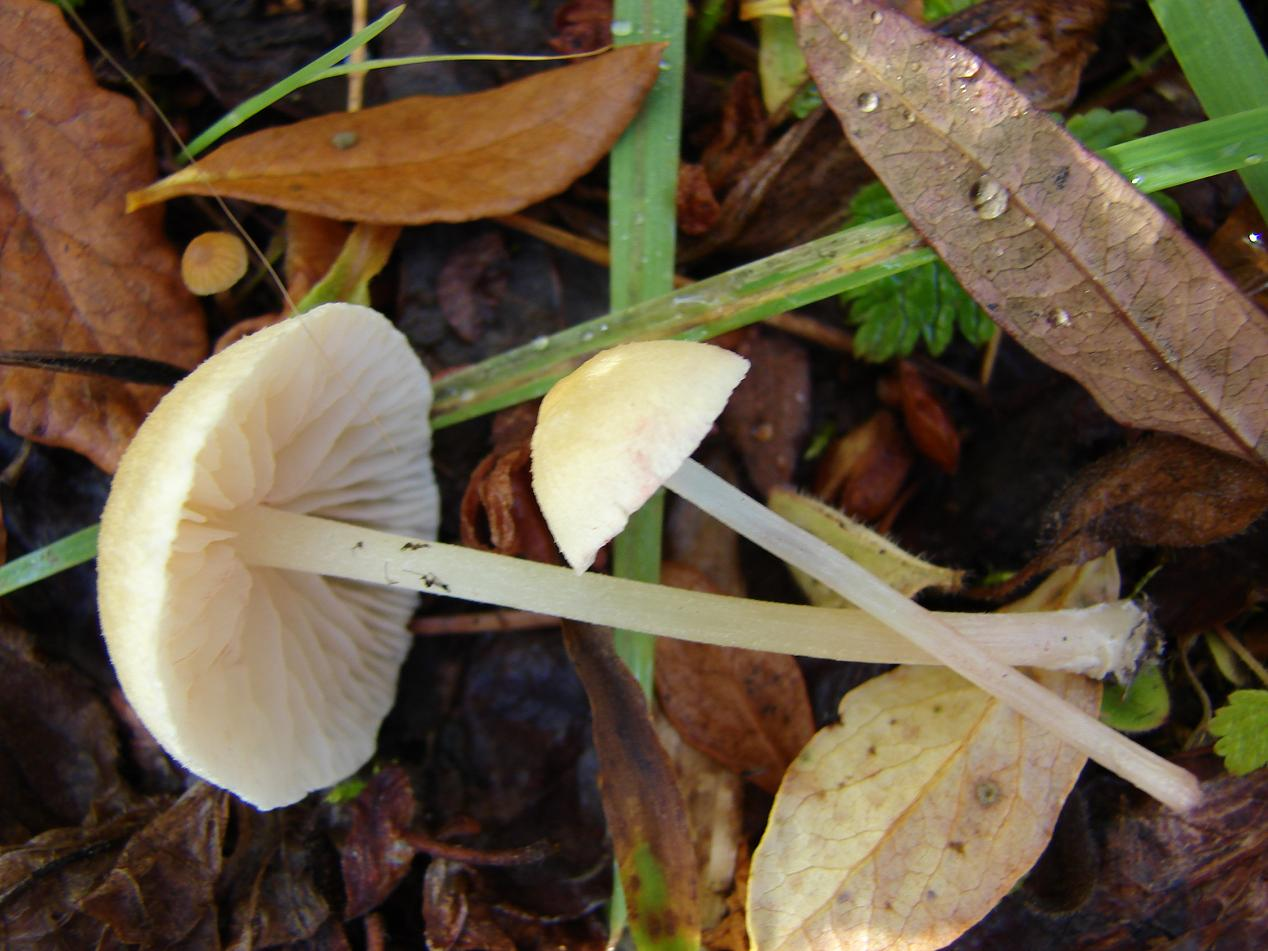
!Entoloma sericellum!
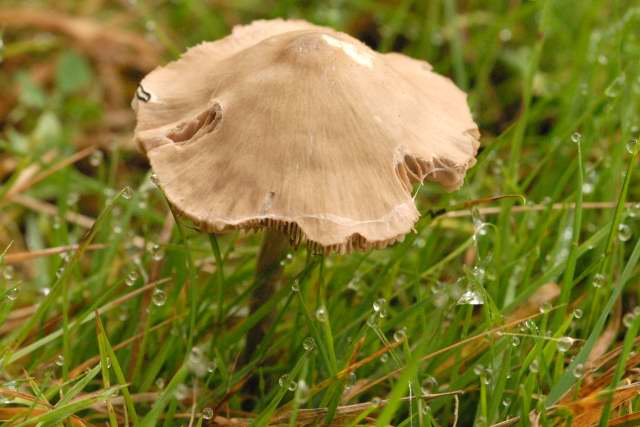
!!Entoloma sericeum!!
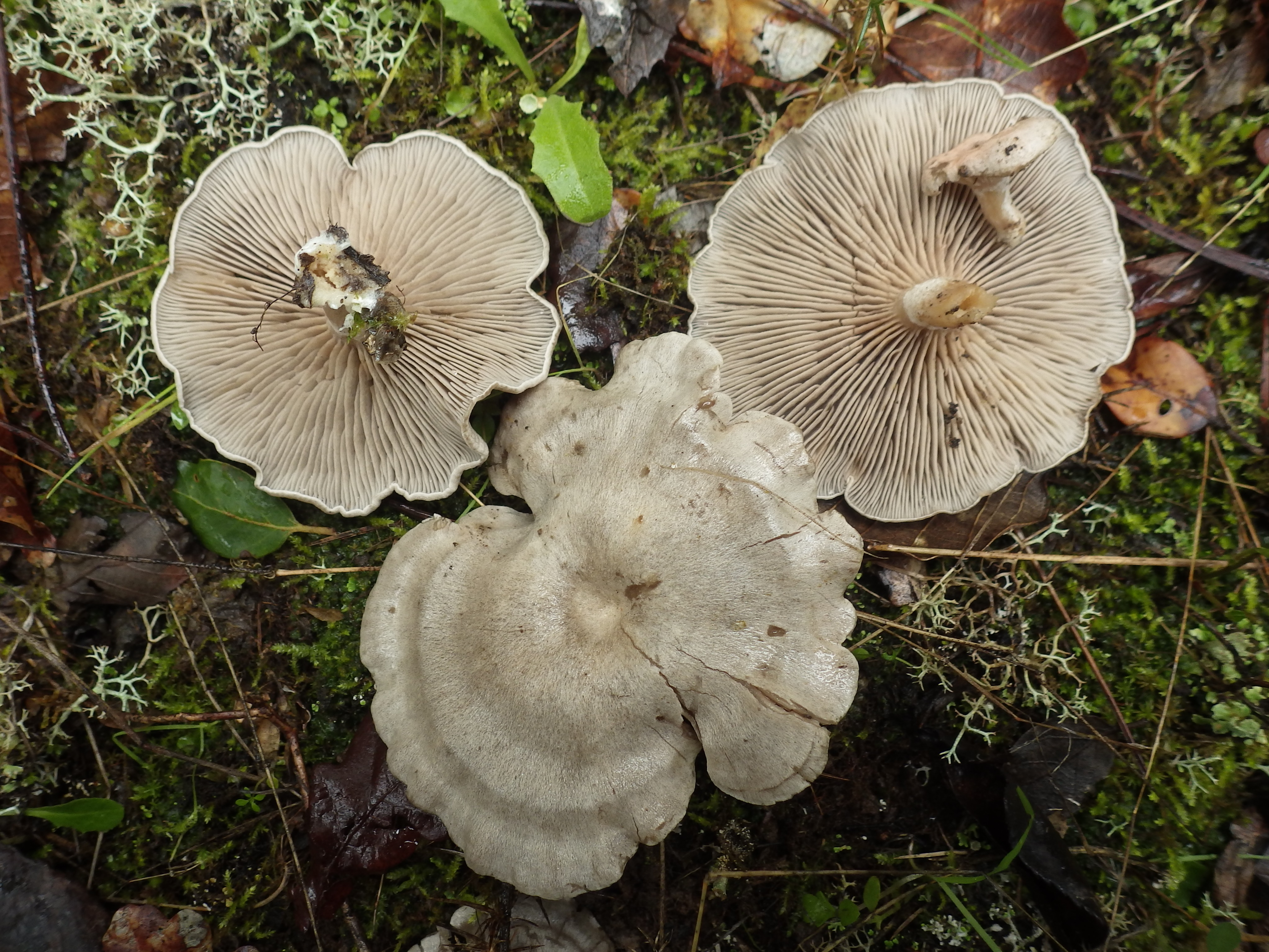
!Entoloma undatum!
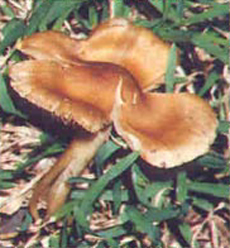
!!Inocybe aeruginascens!!
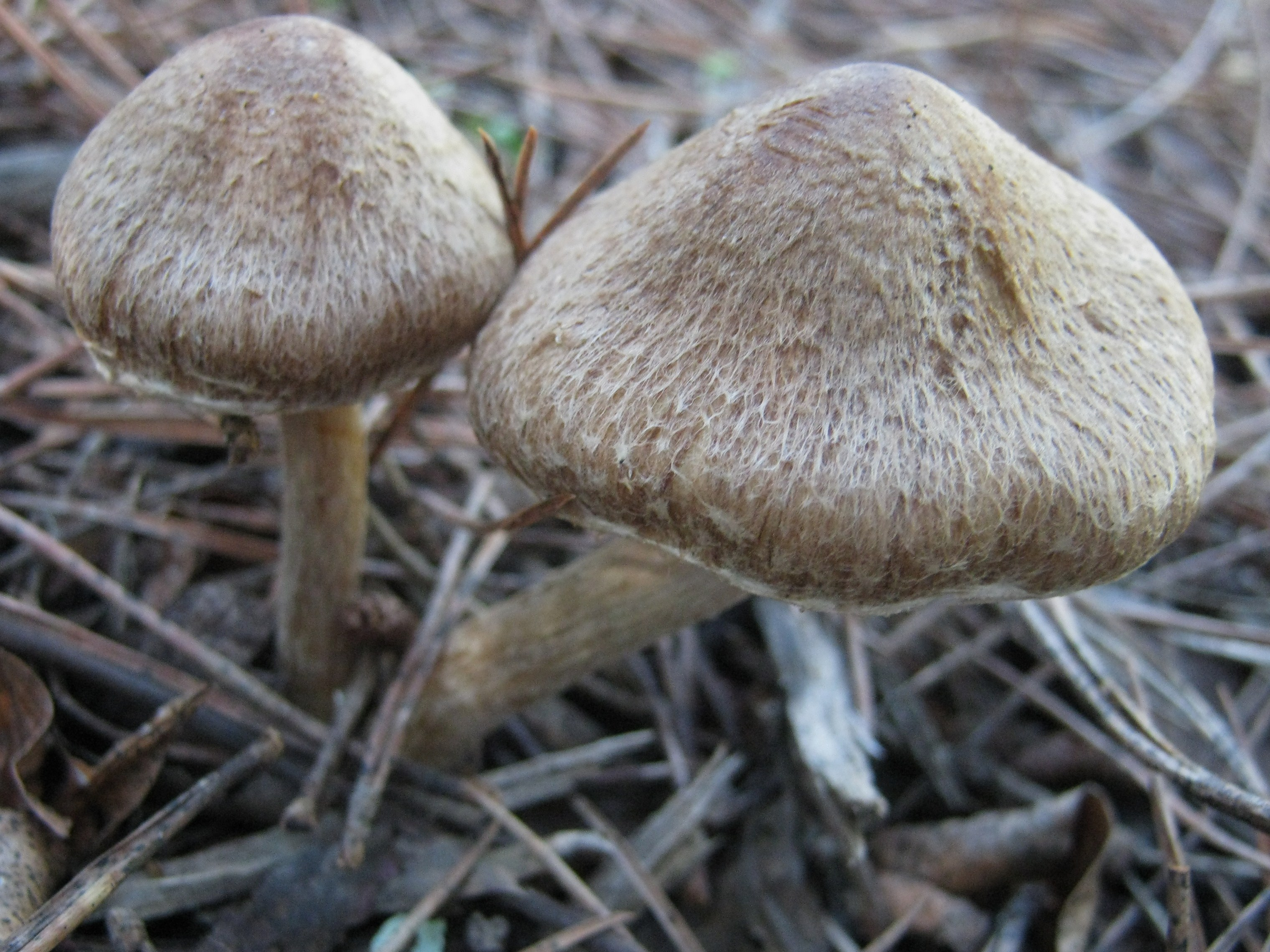
!!Inocybe bongardii!!
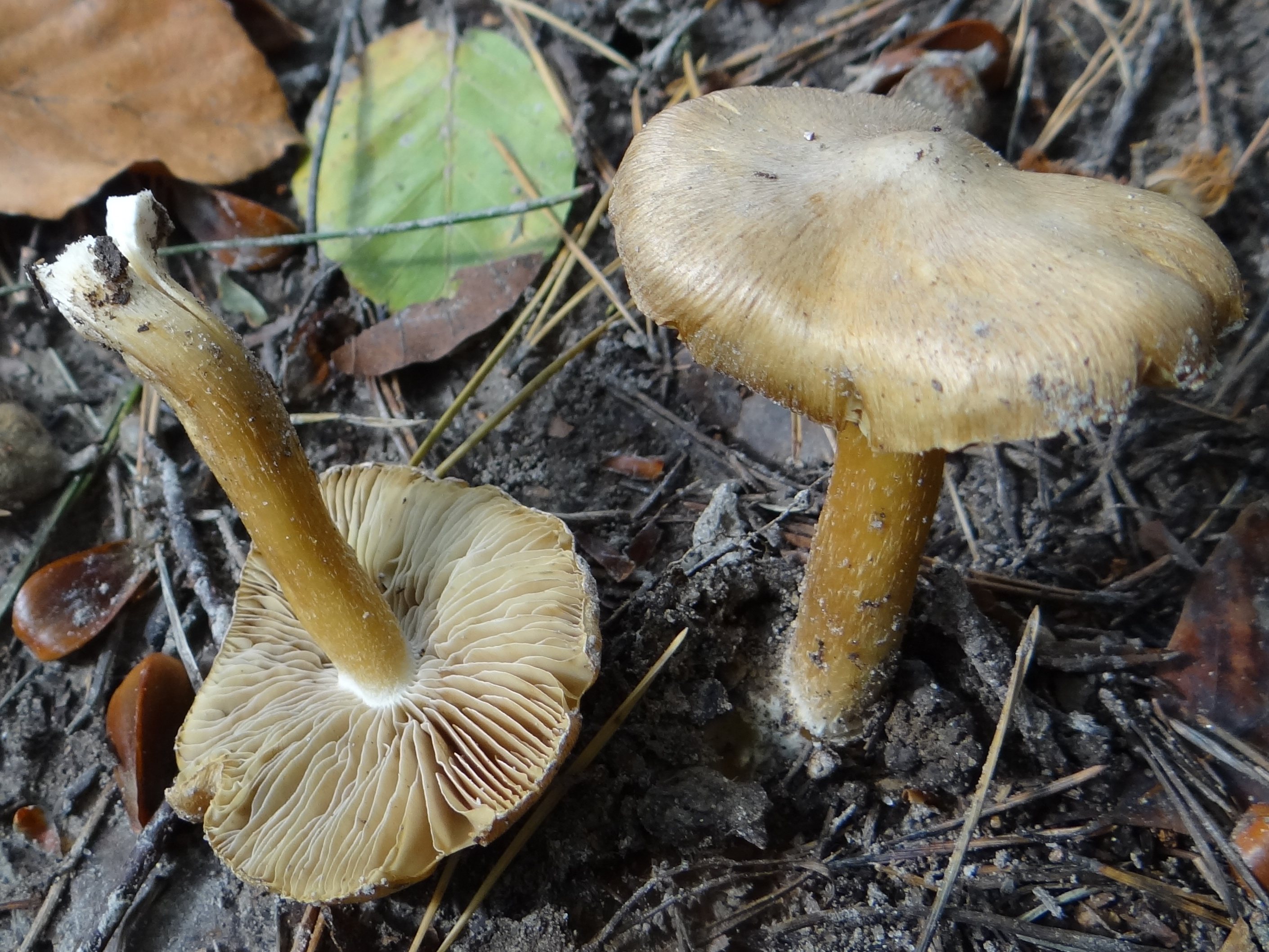
!!Inocybe cookei!!
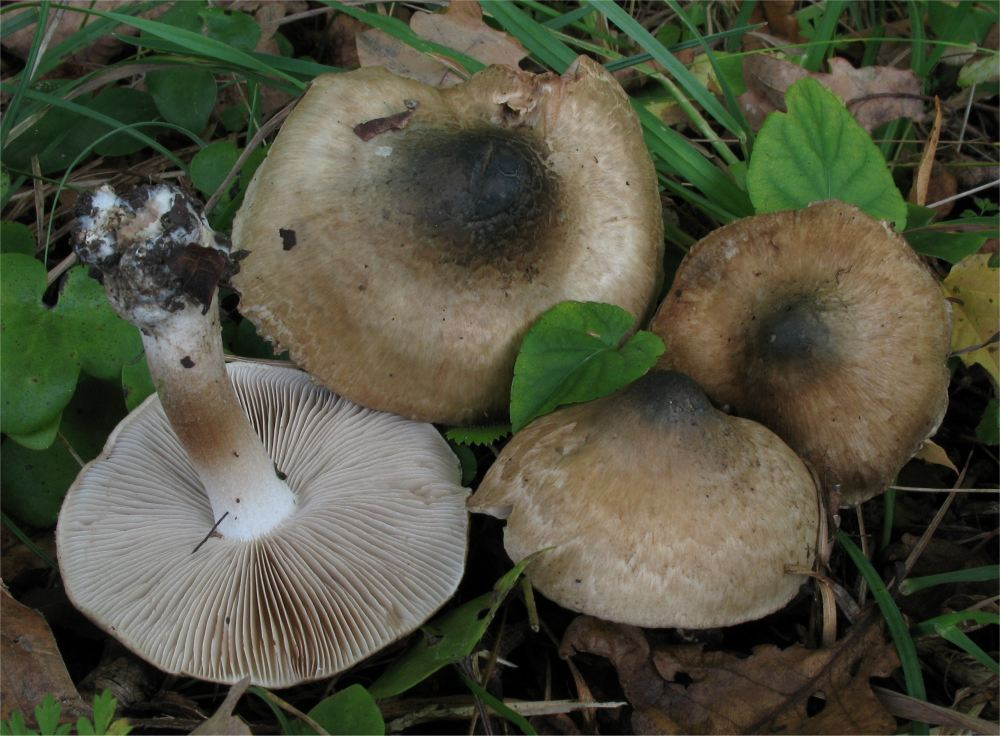
!Inocybe corydalina!
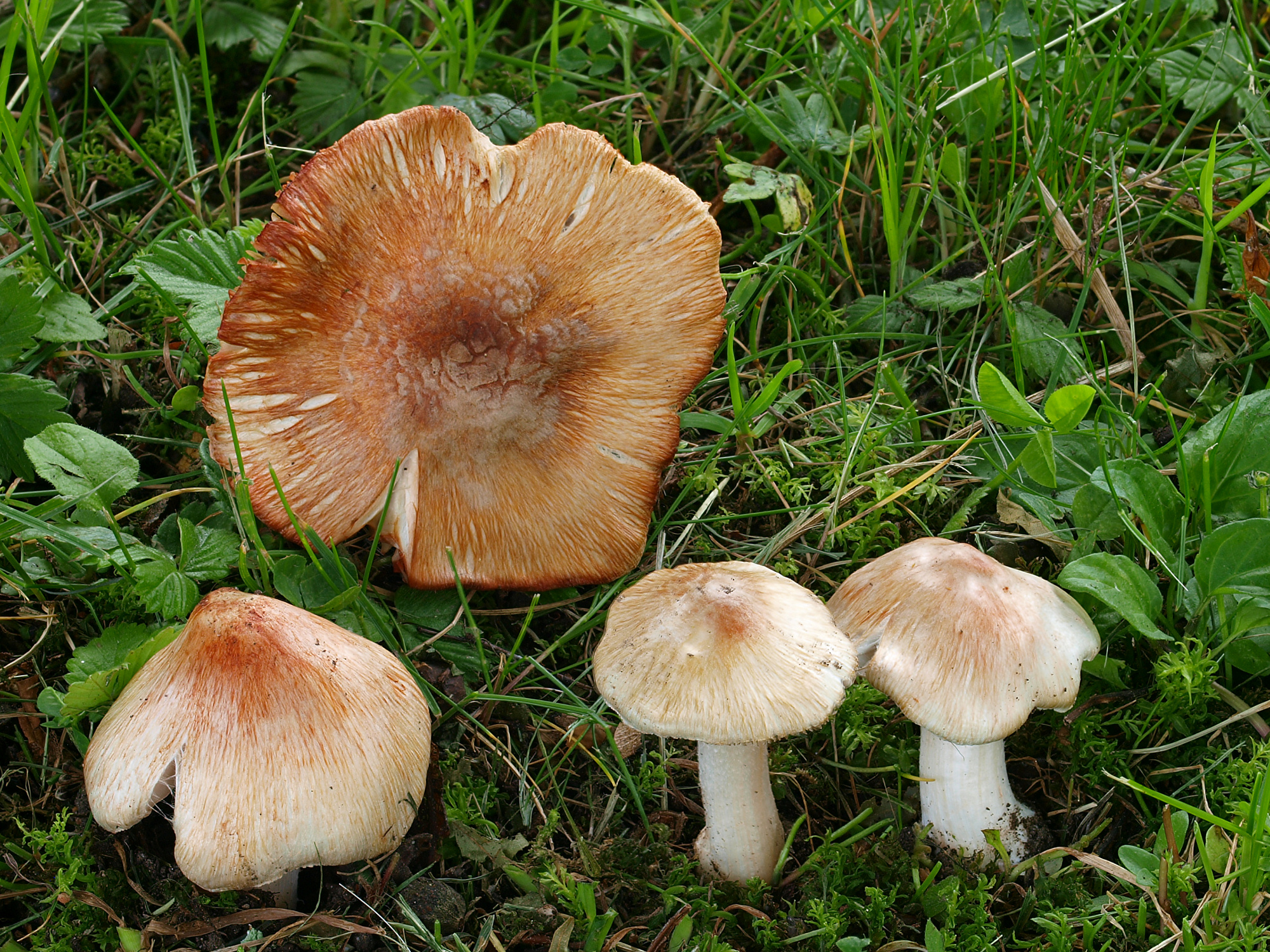
!!!Inocybe erubescens!!!
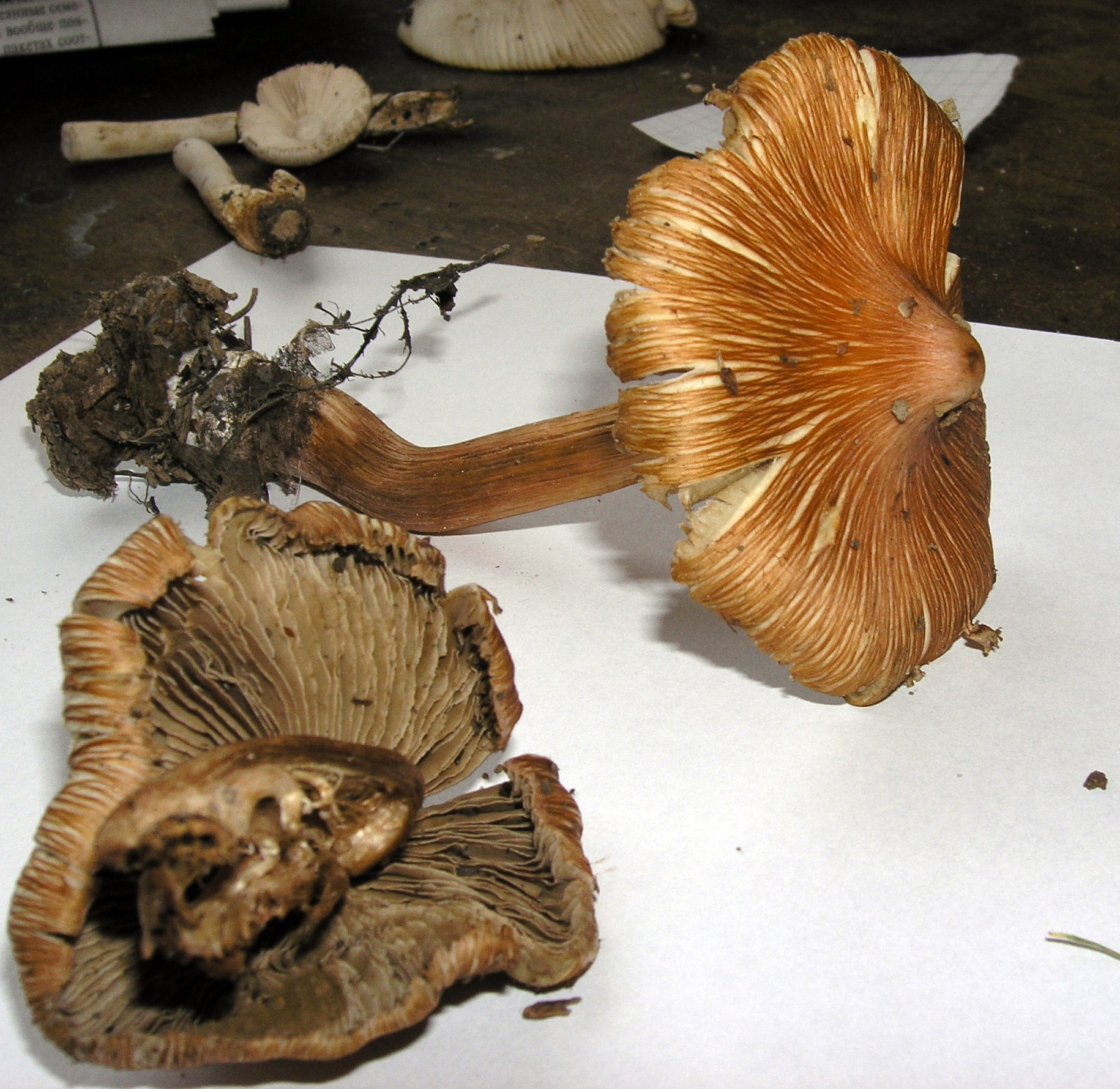
!!Inocybe godeyi!!

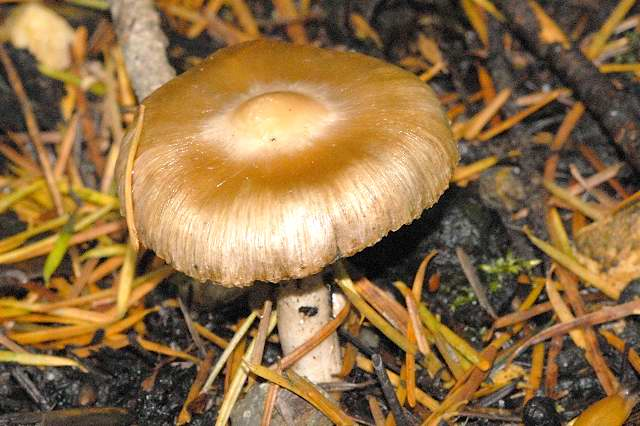
!!Inocybe grammata!!
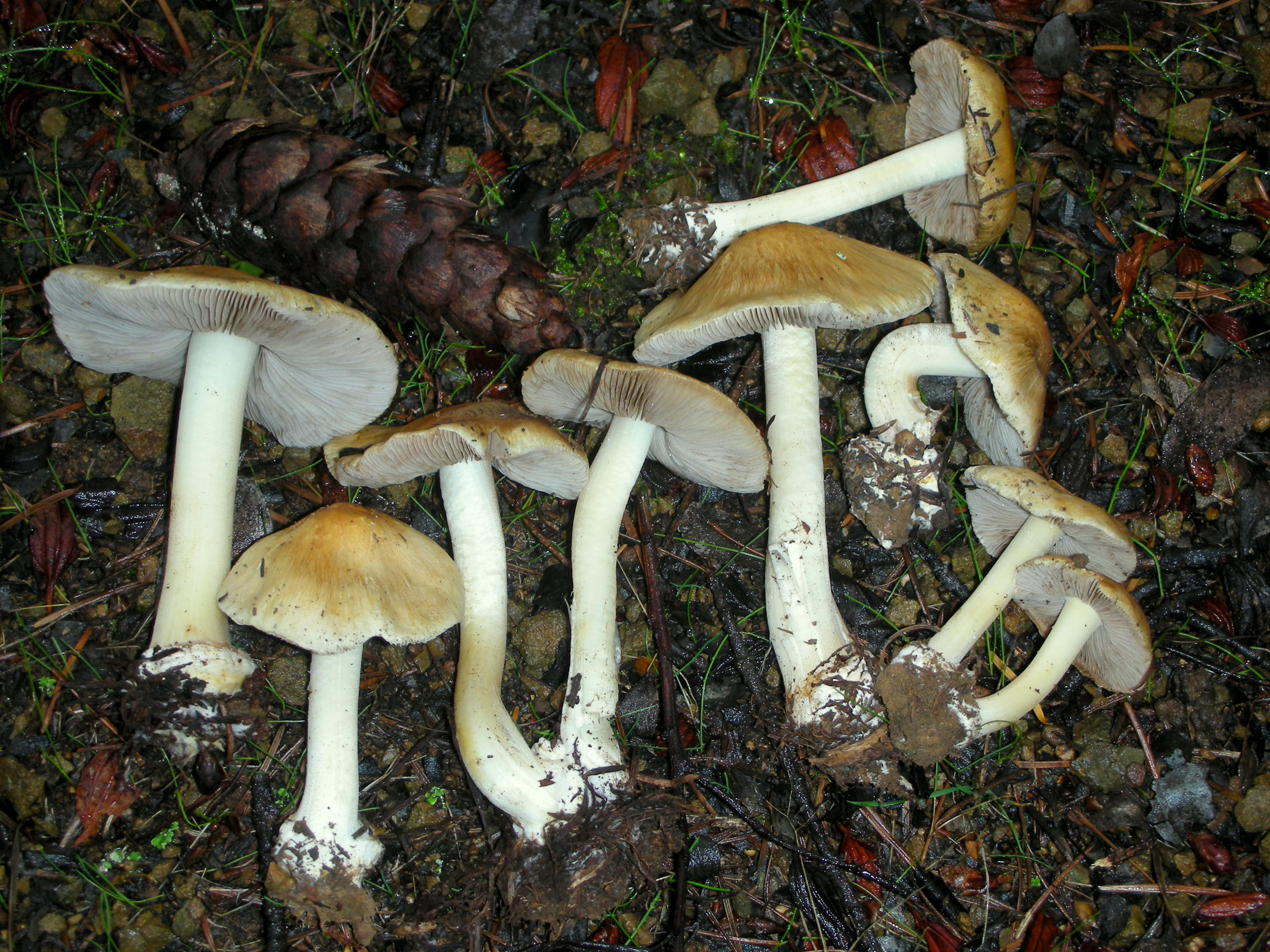
!!Inocybe mixtilis!!
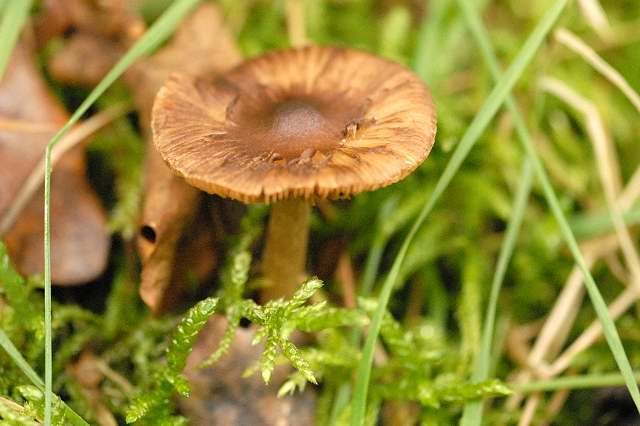
!!Inocybe napipes!!
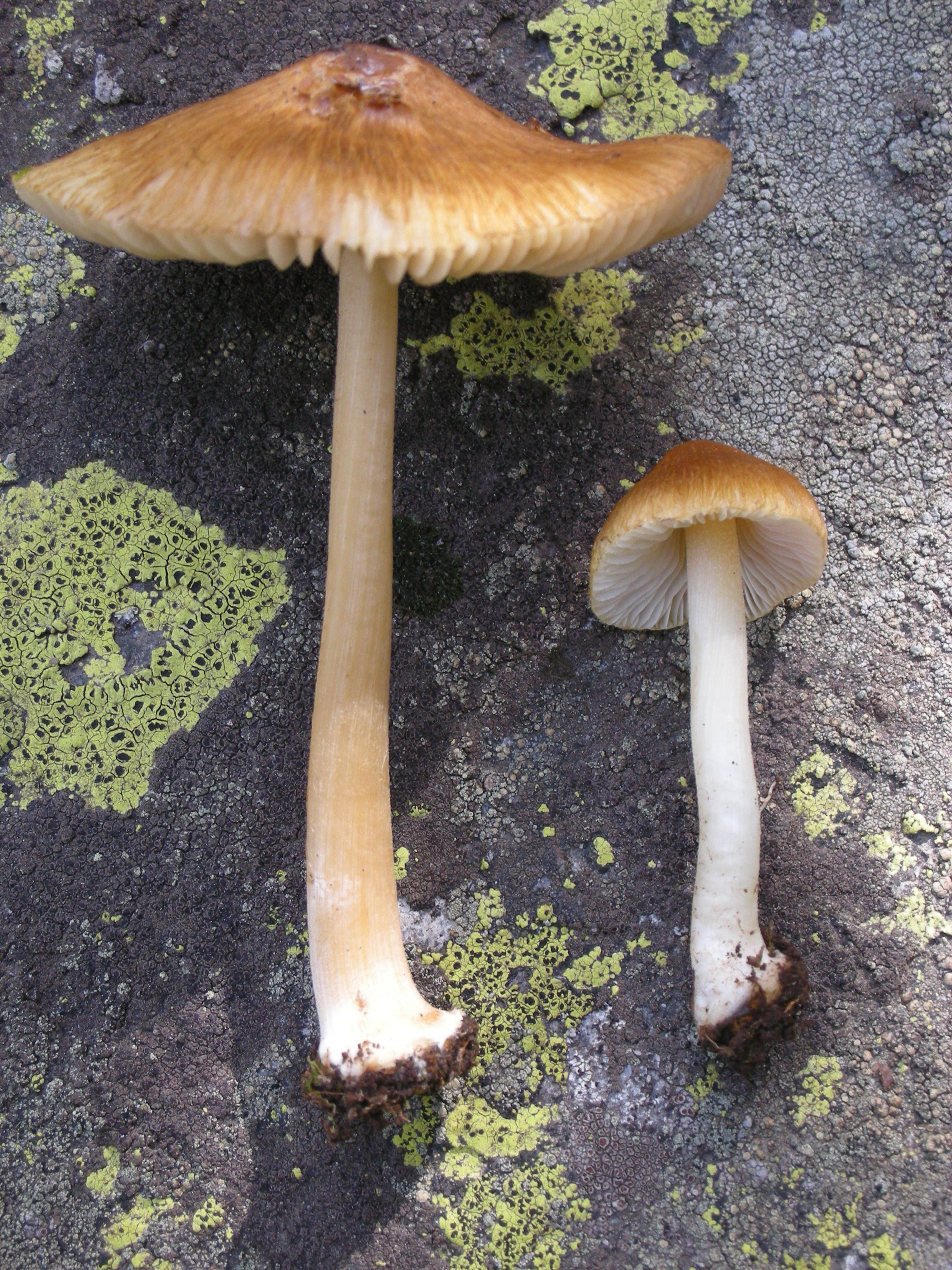
!!Inocybe praetervisa!!
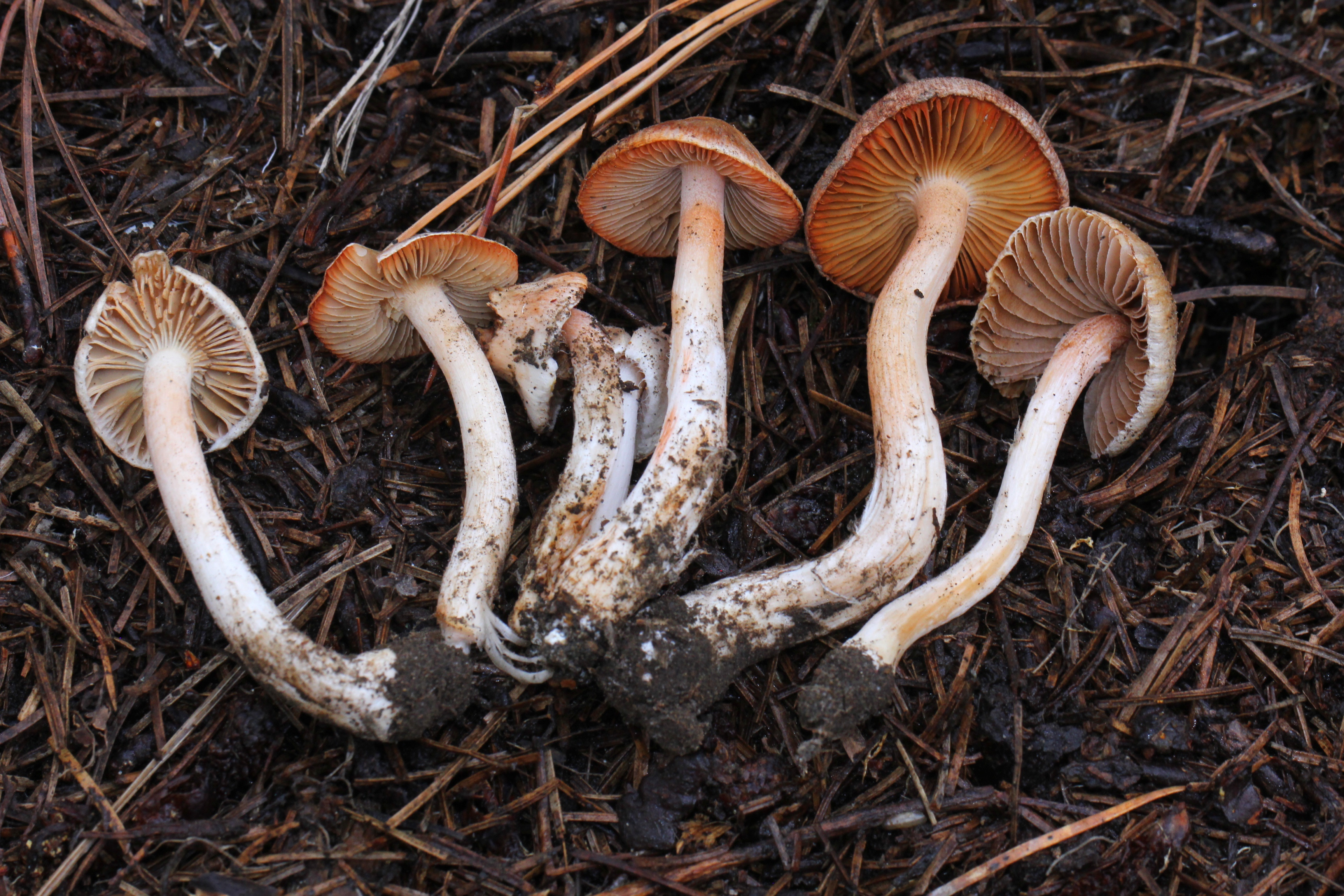
!!Inocybe pudica!!
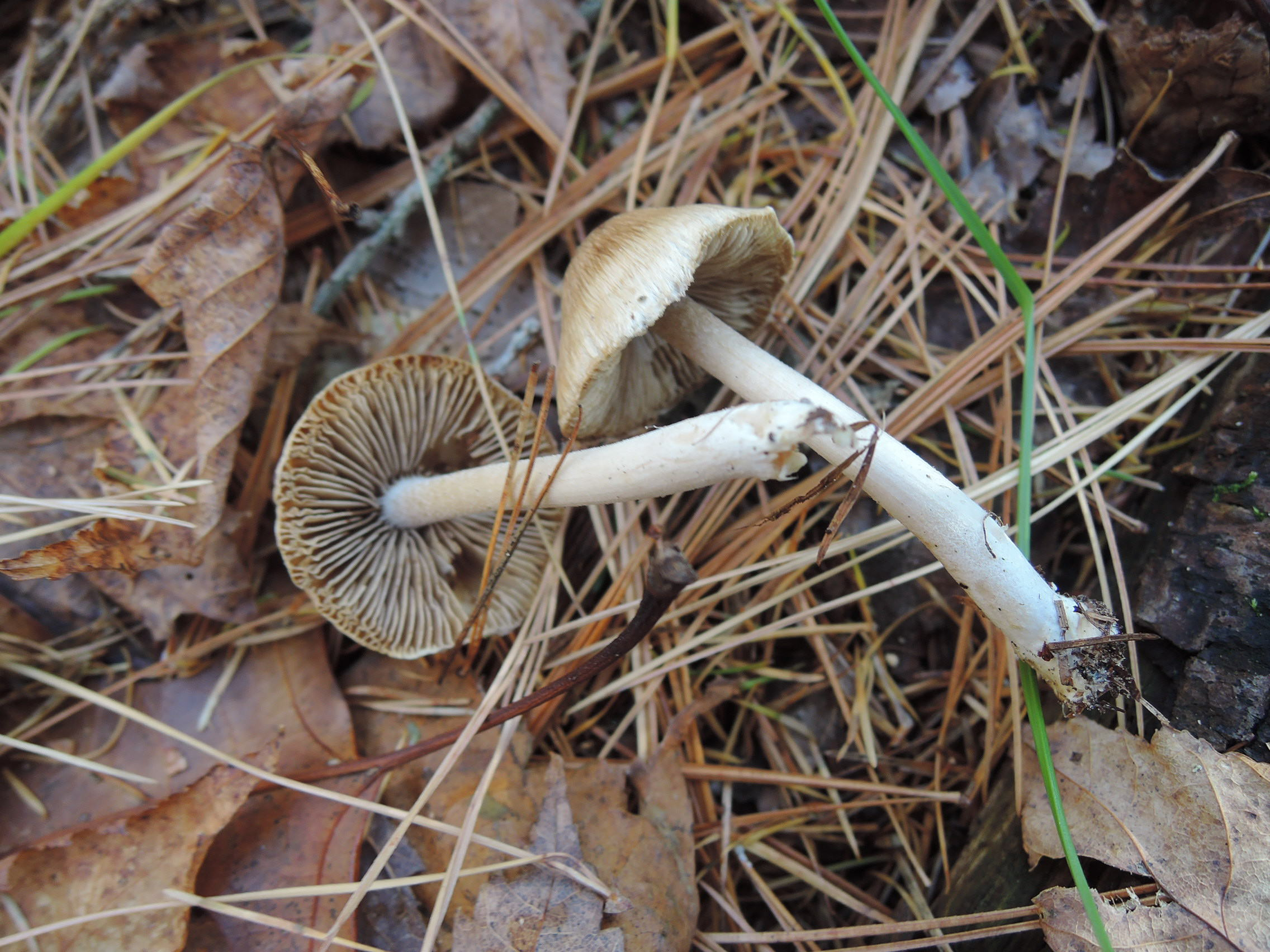
!!!Inocybe sidonia!!!
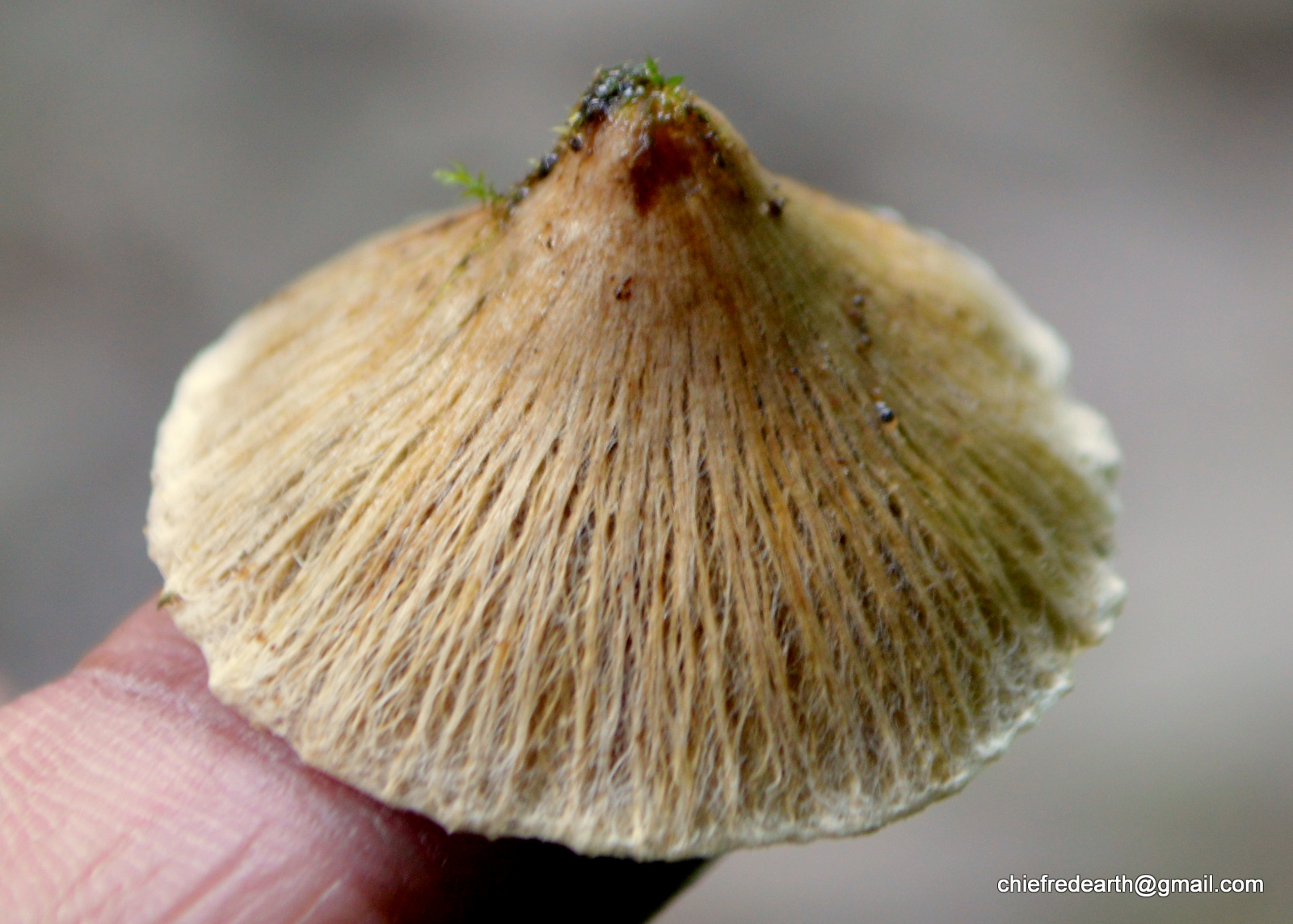
!!Inocybe sororia!!
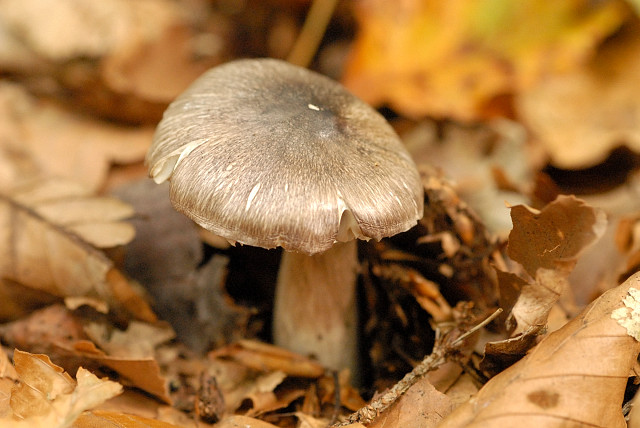
!!Inocybe splendens!!
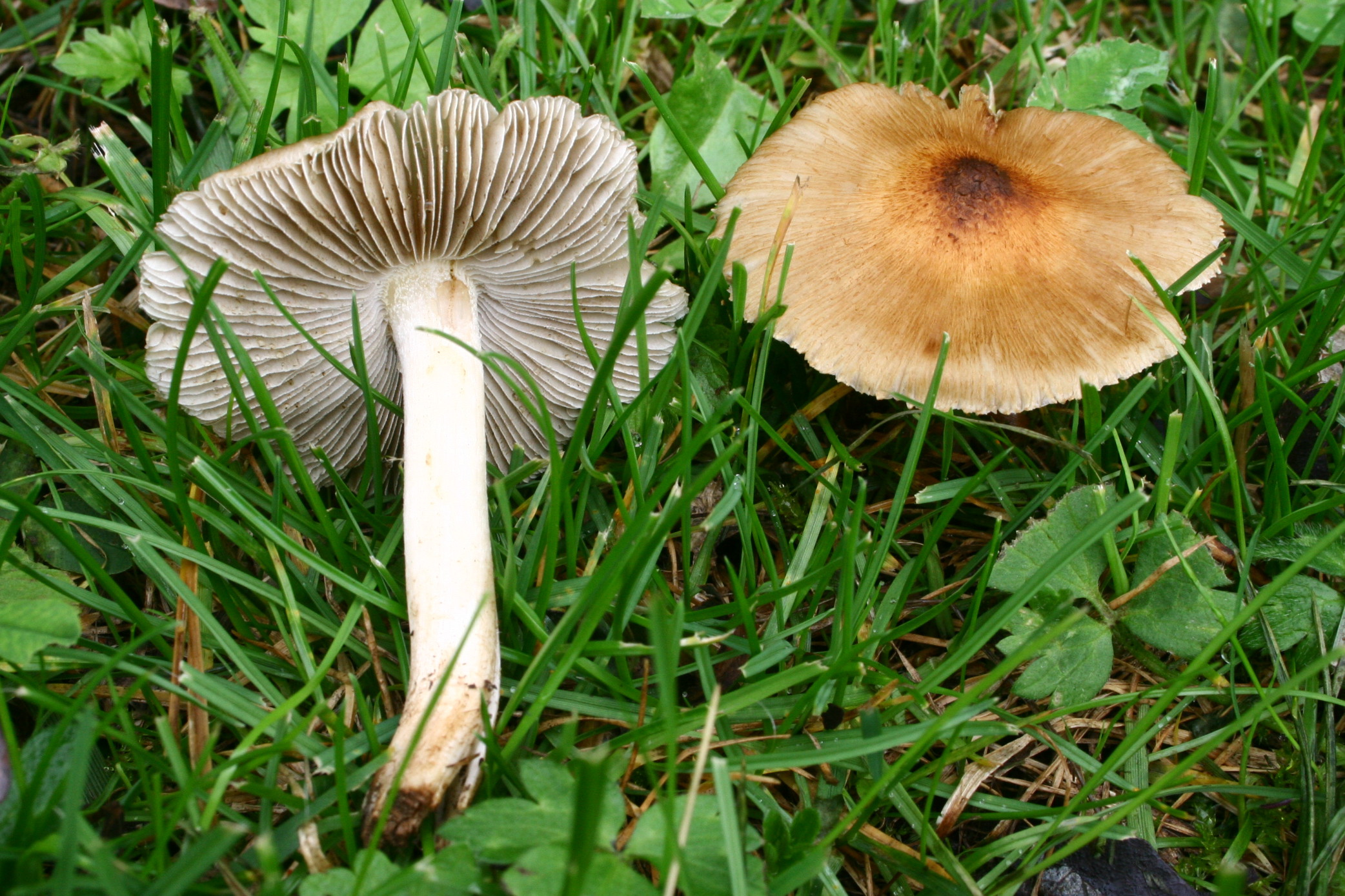
!!Inocybe squamata!!
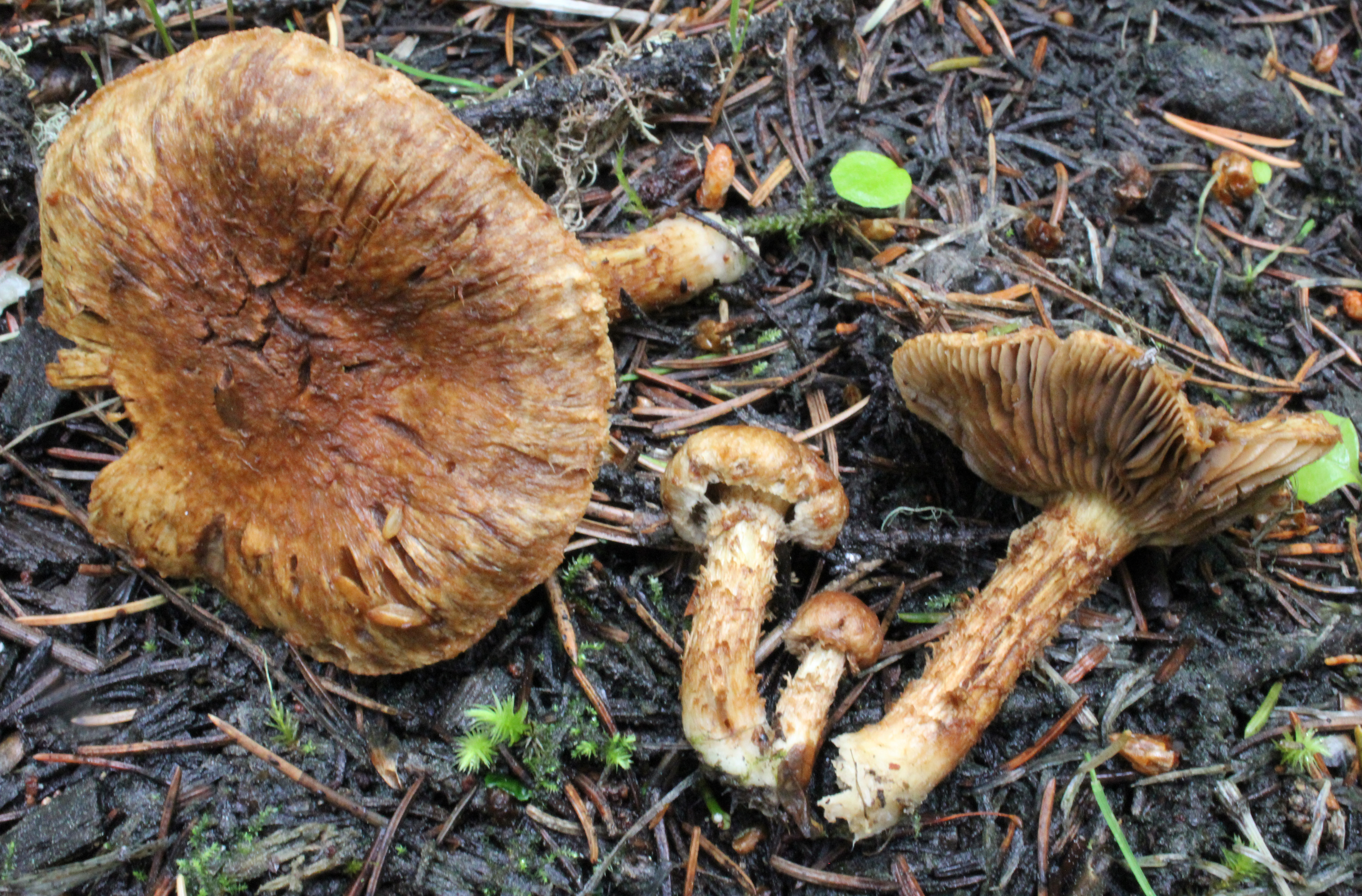
!!Inocybe terrigena!!

## Toxicitate
Acest burete aparține unui din trei genuri de ciuperci basidiomicete care produc sindromul sudorian (Inocybe, Clitocybe și Mycela).
Anumiți alcaloizi (muscarina, muscaridina) produc intoxicații cu debut rapid (0,5-3 ore de la ingerare), care afectează preponderent sistemul nervos. Simptomele caracteristice acestui sindrom se manifestă prin semne ca: vasodilatație, scăderea ritmului bătăilor inimii, hipotensiune, mioză (contractarea pupilei), transpirație abundentă, hipersalivație, hipersecreție nazală și bronhică, lăcrimare, grețuri, vărsături, diaree, halucinații. După M. Oprea mai pot apare semne ca: sughiț, tremurături și bufeuri. Evoluția intoxicației este spectaculoasă și gravă pentru cardiaci. Cel mai mare pericol constă în pierderea masivă de lichide și de electroliți. Acest tip de intoxicație răspunde bine la  intervenția cu atropină.
Acest soi provoacă intoxicații serioase, dar nu letale.